# Petit-Cap
Petit-Cap est un petit village de la Gaspésie intégré, depuis 1971, à la ville de Gaspé. Il occupe un plateau à 20 mètres d'altitude.
Se trouve à Petit-Cap une usine de transformation de poissons.
La bibliothèque de Petit-Cap dessert une population de 1 300 personnes (en 2020).
Le secteur bénéficie du festival de Petit-Cap pour revitaliser le territoire. Le festival de Petit-Cap a été créé en 2017, il se démarque par sa musique, notamment aux accents country et rock.